# Joan Compte Torrell
Joan Compte Torrell (Reus, 11 de gener de 1640 - Reus, 9 de maig de 1707) va ser un comerciant català i ciutadà honrat de Barcelona.
Fill del botiguer de teles Joan Compte i de Caterina Torrell, es va casar tres cops i va heretar terres i diners de les seves dones augmentant el seu patrimoni. L'any 1691 va aconseguir el privilegi de ciutadà honrat de Barcelona donat per Carles II. Aquest nomenament el va obtenir gràcies al seu segon matrimoni amb Maria Fort, ja que aquesta, l'any 1675 i en atenció als mèrits del seu pare, el notari Cosme Fort, i del seu oncle Joan Fort, va rebre el privilegi de poder fer ciutadà honrat l'home que es casés amb ella.
Va ser un home de negocis amb èxit, i, en contra del que feia la petita noblesa al Camp de Tarragona, va vendre més patrimoni del que va comprar, acumulant una gran fortuna. Tenia cases i terrenys a Reus i a Riudoms, i explotava els productes de les seves terres. A Alforja era propietari de pous de glaç, que subministrava gel als pobles veïns. Heretà la botiga o empresa de comerç del seu pare, i era la seva activitat principal. Es dedicà als arrendaments, i el 1671 va obtenir de Francesc de Montserrat i Vives, Marquès de Tamarit, el dret de bolla de plom i cera de les col·lectes de Tarragona i de Montblanc. L'any 1677 va associar al negoci Josep Grases i Gralla, un prometedor jove de 22 anys que després seria un dels participants en la Companyia Nova de Gibraltar. La relació comercial s'anava renovant cada tres anys i es va mantenir fins a la mort de Compte. Amb Grases, i ell pel seu compte es dedicà a la compra-venda de bestiar, cereals, cuiros i vins i aiguardents. Va invertir en negocis marítims i va realitzar préstecs de diners amb bona productivitat. Va tenir dos fills del seu segon matrimoni, Antoni Compte i Fort, que no era encara major d'edat quan el seu pare va morir, i Antònia Compte i Fort, que es va casar amb Gabriel de Simó, comerciant i ciutadà honrat, i alcalde de Reus el 1724-1726. Aquests fills, quan Joan Compte ja era mort i durant la Guerra de Successió, probablement cap al 1711, es van traslladar a Tarragona.